# Esotropia
L'esotropia o estrabisme convergent és una forma d'estrabisme en què un o tots dos ulls giren cap a dins. Aquest trastorn pot estar present constantment, o produir-se de manera intermitent, i pot donar a l'individu afectat una aparença "creuada". És el contrari de l'exotropia i normalment implica una desviació de l'eix més severa que l'esofòria. L'esotropia de vegades s'anomena erròniament "ull gandul", que descriu l'estat d'ambliopia; una reducció de la visió d'un o dels dos ulls que no és conseqüència de cap patologia de l'ull i que no es pot resoldre amb l'ús de lents correctores. No obstant això, l'ambliopia pot sorgir com a resultat de l'esotropia que es produeix durant la infància: per alleujar els símptomes de la diplopia o la visió doble, el cervell del nen ignorarà o "suprimirà" la imatge de l'ull esotròpic, que quan se li permet continuar sense tractament donarà lloc al desenvolupament de l'ambliopia. Les opcions de tractament de l'esotropia inclouen ulleres per corregir els trastorns de refracció, l'ús de prismes, exercicis ortòptics o cirurgia dels músculs oculars. El terme prové del grec eso que significa "endins" i trop que significa "un gir".